# Worlds of Ultima: The Savage Empire
Worlds of Ultima: The Savage Empire è un videogioco di ruolo della serie Ultima, sebbene considerato uno spin off dato che non è ambientato a Britannia. Sviluppato da Origin Systems utilizzando un motore grafico simile a quello di Ultima VI, è uscito nel 1990 per MS-DOS e Super Nintendo Entertainment System.

## Trama
Dopo gli eventi di Ultima VI l'Avatar viene trasportato, a causa di un esperimento fallito, a Eodon: un mondo simile alla terra della preistoria, popolata da dinosauri e da diverse tribù che provengono dalle diverse epoche storiche. Il mondo è sotto la minaccia di una razza di creature simili a insetti chiamata Myrmidex: l'Avatar dovrà cercare di alleare tutte le tribù contro il nemico comune, ma ognuna di essa avrà prima una richiesta da esaudire. Proseguendo nel gioco si scoprirà che Eodon è in realtà la Terra, modificata da una enorme pietra magica chiamata moonstone, e dovrà essere distrutta prima che diventi troppo instabile.